# Il carteggio Aspern
Il carteggio Aspern (The Aspern Papers) è un racconto scritto da Henry James, pubblicato originariamente su The Atlantic Monthly nel 1888, seguito nello stesso anno dalla pubblicazione in un volume a sé stante. Il carteggio Aspern, uno dei racconti lunghi più conosciuti e acclamati di James, è basato su un aneddoto che James ascoltò riguardo a un discepolo di Shelley che provò a impossessarsi di alcune lettere di valore scritte dal poeta alla sorellastra di Mary Shelley, Claire Clairmont, la quale le custodì finché visse. La novella dimostra l'abilità dell'autore di generare suspense nel lettore, senza dimenticare di portare avanti l'intreccio della storia e l'evolversi dei suoi personaggi.

## Trama
Ambientato nella Venezia decadente di fine Ottocento, Il carteggio Aspern narra i tentativi del protagonista, un critico letterario americano di cui non viene mai precisato il nome, di impadronirsi di una raccolta di documenti, per lo più lettere, scritti dal defunto poeta americano Jeffrey Aspern, al quale è totalmente devoto e che considera il miglior poeta di tutti i tempi.
Il narratore arriva a Venezia. Qui fa la strabiliante scoperta che Miss Juliana Bordereau, la donna che Aspern aveva amato in vita, è ancora viva nonostante sia trascorso circa un secolo dalla morte del poeta e conduce un'esistenza misteriosa e segregata dal resto della società, sola con la nipote Miss Tina in un grande e vecchio palazzo di Venezia. Il critico, motivato dall'inestimabile valore di quel carteggio, riesce ad avvicinare le due donne prendendo in affitto, seppur a condizioni economiche irragionevoli, alcune stanze dell'enorme palazzo in cui vivono.
Sempre tenendo celata la sua reale identità e i suoi fini ultimi, dato che Juliana, l'unica conoscente di Aspern ancora in vita, si rivela alquanto gelosa dei suoi ricordi e assolutamente contraria a condividerli con il pubblico, perseguirà la difficile impresa di impadronirsi del carteggio, mostrandosi sempre gentile e disponibile, ma sarà duramente ostacolato dalla quasi totale chiusura delle due donne verso il mondo esterno.
Juliana rivela di possedere un piccolo ritratto del poeta, e chiede al narratore di venderlo per una cifra altissima. Quando la vecchia si ammala, il protagonista entra di nascosto nella sua stanza e inizia a rovistare nei cassetti alla ricerca dei documenti, ossessionato dalla paura che Miss Bordereau, già gravemente malata e in fin di vita, abbia potuto distruggerli. Ma Miss Bordereau si risveglia e alla vista dell’intruso lo insulta chiamandolo “scribacchino”, cadendo infine tramortita nelle braccia della nipote.
Il narratore se ne va da Venezia disperato: temendo che il carteggio sia scomparso, viaggia in diverse città del Veneto, non riuscendo però a rinunciare alla sua indagine. Quando fa ritorno a Venezia, scopre che Juliana è morta. La nipote Tina, con giri di parole ambigui, gli rivela che il carteggio esiste davvero e che potrebbe averlo “diventando un parente”, ovvero sposandola.
Di nuovo, il narratore fugge dopo aver rifiutato la proposta. Vaga per Venezia, a piedi e in gondola tra le isole della laguna, senza riuscire a decidersi se il possesso del carteggio possa valere il matrimonio con la triste zitella. Inizialmente, sente di non poter mai accettare la proposta, ma a poco a poco comincia a cambiare idea. Quando torna per comunicare la sua decisione, la signorina Tina gli rivela di aver bruciato tutte le lettere una per una, e che ci è voluto molto tempo perché erano tante. L’unica cosa che Tina gli consegna è il piccolo ritratto del poeta Aspern che Miss Bordereau gli aveva chiesto di vendere. Il narratore alla fine invia a Miss Tina dei soldi, dicendo di aver venduto per una somma cospicua il ritratto, che invece è appeso sopra la sua scrivania.

## Edizioni italiane
- I documenti Aspern, Prefazione e trad. di Eugenio Giovannetti, Collana Italiani e stranieri n.8, Milano-Roma, Jandi, 1944.
- in  Romanzi brevi, Introduzione, trad. e cura di Carlo Izzo, Collezione Il Centonovelle, Milano, Bompiani, 1946. - ora in Romanzi brevi. Volume II, a cura di Sergio Perosa, Collana I Meridiani, Mondadori, Milano, 1990.
- Il carteggio Aspern, traduzione di Maria Luisa Agosti Castellani, Introduzione di Claudio Gorlier, Collana Piccola Fenice, Parma, Guanda, 1969. - Collana Centopagine, Einaudi, Torino, 1978; Collana Gli Struzzi, Einaudi, 1992.
- Il carteggio Aspern (testo a fronte), Prefazione di Sergio Perosa, trad. e note di Gilberto Sacerdoti, Collana Letteratura universale.Frecce, Venezia, Marsilio, 1991, ISBN 978-88-317-7251-8.
- Il carteggio Aspern, traduzione di Franco Garnero, Introduzione di Francesco Marroni, Collana Oscar Classici n.287, Milano, Mondadori, 1994, ISBN 978-88-04-39648-2.
- Il carteggio Aspern e altri racconti italiani, traduzione di e prefazione di Gianna Lonza, Introduzione di Franco Cordelli, Collana I grandi libri, Milano, Garzanti, 1996, ISBN 978-88-11-36739-0.
- Giro di vite - Il carteggio Aspern, traduzione di Nadia Fusini, Collezione La Biblioteca di Repubblica: Ottocento, Roma, Gruppo Editoriale L'Espresso, 2004. - solo Il carteggio Aspern, Introduzione di Alberto Arbasino, I grandi della narrativa n.9, Gruppo L'Espresso, Roma, 2011. [In entrambe queste edizioni manca il capitolo IX, ovvero il finale]
- Il carteggio Aspern (testo a fronte), traduzione di Angelita La Spada, Milano, Alia, 2010, ISBN 978-88-96321-09-6.
- Il carteggio Aspern, traduzione di Alex Passi, Collana Venezia, Venezia, Damocle, 2020, ISBN 978-88-321-6322-3.
- Il carteggio Aspern, traduzione di Mario Fortunato, Collana I Classici, Milano-Firenze, Bompiani, 2022, ISBN 978-88-301-0508-9.

## Adattamenti
Da questa opera sono stati tratti i film:
- Gli amanti di Venezia (The lost Moment), diretto da Martin Gabel con Robert Cummings e Susan Hayward (1947)[1]
- Aspern, diretto da Eduardo de Gregorio, con Jean Sorel, Bulle Ogier ed Alida Valli (1985).[2]
- Els Papers d'Aspern, diretto da Jordi Cadena, con Silvia Munt (1991) (ambientato nelle isole Baleari anziché a Venezia)[3]
- The Aspern Papers, diretto da Mariana Hellmund, con Judith Roberts e Brooke Smith (2010) (ambientato nella foresta venezuelana anziché a Venezia)[4]
- The Aspern Papers, diretto da Julien Landais, con Jonathan Rhys Meyers, Vanessa Redgrave e Joely Richardson (2018) [5] uscito in Home video

Inoltre, nel 1972 la RAI realizzò la trasposizione della commedia di Michael Redgrave tratta dal racconto di James Il carteggio Aspern, per la regia di Sandro Sequi, con Ileana Ghione, Evi Maltagliati e Virginio Gazzolo (nella parte del critico americano)

## Musica e teatro
Il libro ha ispirato la singspiel Aspern, musica di Salvatore Sciarrino e libretto di Giorgio Marini e Salvatore Sciarrino.
Per il  teatro, Michael Redgrave ne ha tratto una commedia, tradotta da Alvise Sapori e portata in scena da Giorgio De Lullo, al Teatro Valle di Roma il 12 gennaio 1961. Interpreti: Emma Gramatica, Rossella Falk e Romolo Valli. La stessa poi trasposta in televisione dalla RAI (vedi sopra).